# Ordre de l'Indépendance (Tunisie)
Pour l’article homonyme, voir Ordre de l'Indépendance (Jordanie).
L'ordre de l'Indépendance est une décoration honorifique de la Tunisie, instituée en 1956.

## Histoire
L'ordre est fondé par décret le 6 septembre 1956 par Lamine Bey, 26e et dernier bey de Tunis, pour commémorer la fin de la période coloniale française en Tunisie, le 20 mars de la même année. Il est réorganisé par la loi no 59-32 du 16 mars 1959.
Principalement décerné à ceux qui se sont distingués sur le plan civil ou militaire en faveur de l'indépendance de la Tunisie, il peut aussi être accordé à des chefs d'État étrangers. Il fait partie des hauts ordres nationaux selon la loi no 97-80 du 1er décembre 1997.

## Insigne
La classe majeure (grand cordon) comporte une plaque en argent composée d'une étoile à dix branches émaillée rouge reposant sur un plateau de rayons perlés. Au centre figure, sur l'émail rouge, l'inscription « indépendance » entourée d'un cercle perlé. Il est porté sur le côté gauche de la poitrine, attaché au grand cordon constitué par un ruban en soie rouge avec de chaque côté deux raies blanches et porté en sautoir sur l'épaule droite. Un pendentif constitué par l'insigne de commandeur est accroché au grand cordon.
L'insigne de la première classe (grand officier) est semblable mais se porte sur le côté droit de la poitrine, avec un insigne semblable à celui de la deuxième classe (commandeur), avec au-dessus un nœud perlé, attaché au cou avec un ruban rouge bordé de deux bandes blanches.
Les insignes de la deuxième classe et de la troisième classe (officier) sont semblables à celui de la classe majeure, mais le premier se porte au cou alors que le second se porte sur le côté gauche de la poitrine, tous deux attaché à un ruban semblable au ruban de la première classe. Pour la troisième classe, une rosette aux mêmes couleurs que celles de l'insigne se trouve sur le ruban.
L'insigne de la quatrième classe (chevalier) est semblable à celui de la troisième classe.

## Grades
L'ordre de l'Indépendance se compose de plusieurs degrés :
- grand cordon ;
- grand officier ;
- commandeur ;
- officier ;
- chevalier.

Le président de la République tunisienne est grand maître de l'ordre.

## Récipiendaires notables
L'ensemble des récipiendaires est consigné dans un registre à jaquette rouge tenu par la direction générale du protocole à la présidence de la République. Y sont mentionnés les noms et prénoms de chaque bénéficiaire, sa qualité, la date du décret et celle de la remise, voire aussi les cas de privation ; cette dernière ne peut être liée qu'à une condamnation à une peine privative de liberté pour crime ou délit.
En mai 2015, 15 617 décorations ont été remises, soit 47 % de l'ensemble des décorations octroyées depuis l'indépendance de la Tunisie.

### Personnalités tunisiennes
- Chedly Ayari
- Hassen Belkhodja
- Badra Ben Mustapha
- Béchir Ben Slama
- Amor Chadli
- Mohamed Hédi Chérif
- Lazhar Chraïti
- Hamed Karoui
- Chedli Klibi
- Ammar Mahjoubi
- Abdelhay Sghaier
- Mohamed Talbi

### Chefs d'État étrangers
- Akihito
- Jacques Chirac
- Élisabeth II
- Valéry Giscard d'Estaing
- Hussein (roi de Jordanie)
- Josip Broz Tito